# Thơ Hạ bán thân
Thơ Hạ bán thân (tiếng Trung: 下半身, pinyin: xiaban shen hoặc xià bàn shēn) là phong trào thơ ca của giới thi sĩ Trung Quốc vào đầu thế kỷ 21. Trong số đó có Doãn Lệ Xuyên (尹丽川) và Thẩm Hạo Ba (沈浩波). Maghiel van Crevel nhận định tác phẩm của họ như "đang nằm ở tận cùng lăng kính cõi trần" trong nền thơ ca thời kỳ hậu Mao Trạch Đông ở Trung Quốc đại lục, nhưng có mối liên hệ chặt chẽ với nền thơ ca cũ và "u uất và bất mãn" nhưng vẫn thể hiện "mối quan tâm về mặt xã hội".
Nhà thơ khác thuộc thi phái này là Lý Hồng Kỳ (李红旗), Lý Sư Giang (李师江), Hiên Viên Thức Kha (轩辕轼轲), Vu Ngang (巫昂), Đóa Ngư (朵渔), Mã Phi (马非), và Chu Kiếm (朱剑).